# Konala
Konala (suédois : Kånala) est un quartier du district de Pitäjänmäki à Helsinki en Finlande.

## Description
Le quartier de Konala (en finnois : Koskelan kaupunginosa) a 4809 habitants (au 1.1.2008) et offre 4513 emplois(31.12. 2005). 
Konala a une superficie de 2,32 km2.
Konala est situé au nord-ouest d'Helsinki, au nord du Kehä I et de Pitäjänmäki, et à l'ouest de Malminkartano et Kannelmäki. Il est bordé au sud par le Kehä I , à l'est par la ceinture verte qui sépare Malminkartano de la zone industrielle située le long de Vihdintie, et à l'ouest par la frontière d'Espoo.
Le parc immobilier de Konala  est principalement composé d'immeubles résidentiels de faible hauteur et de maisons individuelles. 
Il y a des industries et des entreprises dans la zone, ainsi que l'imprimerie Niini, le centre commercial Ristikko et le S-Market Konala et l'entrepôt de la ville. Il existe plusieurs entreprises de vente ou de réparation d'automobiles le long de Vihdintie.

## Galerie

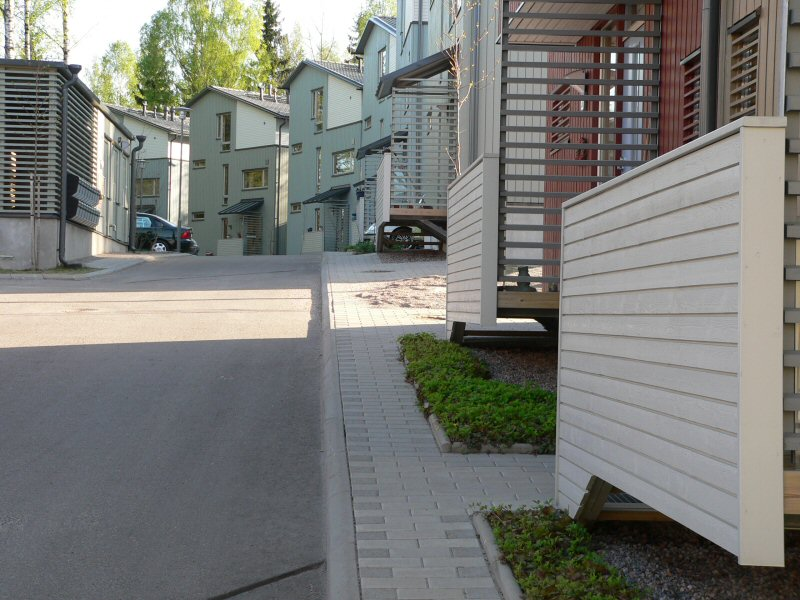
Zone résidentielle de Lehtovuori à Konala.